# Uniesława
Uniesława, Unisława – staropolskie imię żeńskie. Składa się z członu Unie- („lepszy”) -sława („sława”).  Oznacza „ta, która cieszy się najlepszą sławą”. Męski odpowiednik – Uniesław, Unisław, Huniesław, Juniesław.
Uniesława imieniny obchodzi 3 lutego.